# ITF Women Open Murska Sobota
L'ITF Women Open Murska Sobota è un torneo professionistico femminile di tennis giocato su campi in cemento indoor del Murska Sobota Tenis Klub. Fa parte dell'ITF Women's Circuit. Si disputa annualmente a Murska Sobota in Slovenia.

## Albo d'oro

### Singolare
| Anno | Categoria   | Campionessa         | Finalista         | Punteggio     |
| ---- | ----------- | ------------------- | ----------------- | ------------- |
| 2023 | ITF $40,000 | Magali Kempen       | Marija Timofeeva  | 7–5, 7–5      |
| 2024 | ITF $40,000 | Viktória Hrunčáková | Valerija Savinych | 6–0, 6–3      |
| 2025 | ITF $60,000 | Tereza Valentová    | Mariam Bolkvadze  | 1–6, 6–3, 6–2 |

### Doppio
| Anno | Categoria   | Campionesse                 | Finaliste                           | Punteggio        |
| ---- | ----------- | --------------------------- | ----------------------------------- | ---------------- |
| 2023 | ITF $40,000 | Harriet Dart Andreea Mitu   | Magali Kempen Xenia Knoll           | w/o              |
| 2024 | ITF $40,000 | Francisca Jorge Anna Rogers | Nigina Abduraimova Jesika Malečková | 6–4, 5–7, [10–8] |
| 2025 | ITF $60,000 | Petra Marčinko Tara Würth   | Cho I-hsuan Cho Yi-tsen             | 6–3, 3–6, [10–4] |